# Drosanthemum stokoei
Drosanthemum stokoei är en isörtsväxtart som beskrevs av L. Bol. Drosanthemum stokoei ingår i släktet Drosanthemum och familjen isörtsväxter. Inga underarter finns listade i Catalogue of Life.